# Tribes
Tribes ist eine Ego-Shooter-Reihe mit Science-Fiction-Setting. Ursprünglich wurden die Spiele von Dynamix entwickelt, einem Studio von Sierra Entertainment. Seit 2010 liegen die Rechte an der Tribes-Serie bei Hi-Rez Studios.

## Versionen
- Starsiege: Tribes erschien am 30. November 1998 für Microsoft Windows. Es war eines der ersten Computerspiele, in dem menschliche Mitspieler ausschließlich über ein Netzwerk (wie Internet oder LAN) gegen- und miteinander spielen konnten und verfügt über fast keinen Einzelspieler-Modus. Es existieren lediglich einige Trainingsmissionen als Einzelspielervarianten.
- Tribes 2 erschien am 28. März 2001. Es wurden weitere Fahrzeuge, Waffen und Gegenstände hinzugefügt, sowie einige Spielelemente geändert. Das Spiel verwendet die Torque Game Engine.
- Tribes Aerial Assault ist die PlayStation-2-Version von Tribes 2 und erschien am 23. September 2002. Entwickelt von Inevitable Entertainment und veröffentlicht von Sierra, beinhaltet das Spiel lediglich eine reduzierte Version von Tribes 2 (weniger Maps und Fahrzeuge) mit einer Netzwerkfähigkeit für bis zu 16 Spieler.
- Tribes: Vengeance erschien im Oktober 2004 für Microsoft Windows und verfügt zusätzlich zum Mehrspielermodus über einen Einzelspielermodus mit Hintergrundgeschichte. Entwickelt wurde Tribes: Vengeance von Irrational Games. Das Spiel verwendet die Unreal Engine.
- Tribes: Ascend schloss die offene Beta am 12. April 2012 ab und ist seit dem 27. Juni 2012 über Steam verfügbar.[1] Das Spiel wurde als Free-to-play konzipiert und auf Basis der Unreal Engine 3 von Hi-Rez Studios entwickelt. Es fügt der herkömmlichen Serversuche eine Match-Making-Funktion hinzu, mit der Spieler automatisch mit einem vom Masterserver ausgewählten, laufenden Spiel mit ähnlich guten Spielern verbunden werden können. Es wurden freischalt- und aufrüstbare Ausrüstungsgegenstände für Klassen hinzugefügt. In regelmäßigen Abständen wurde das Spiel um neue Maps, Ausrüstungsgegenstände, Spielmodi und Spielfunktionen erweitert, bis im Juli 2013 die Weiterentwicklung zugunsten neuer Produkte eingestellt wurde.[2]

## Weitere Entwicklung
In Deutschland wurde Starsiege: Tribes von der Deutschen Telekom AG in einer deutschen Version mit deutscher Sprachausgabe vertrieben, um die hauseigene Spieleplattform CMGA (Community of Massive Gaming Agents) zu bewerben.
Seit Mai 2004 stehen die ersten beiden Teile der Serie, Starsiege: Tribes und Tribes 2, kostenlos als Freeware zum Download im Internet bereit.
Seit Ende 2008 sind die Masterserver von Starsiege: Tribes und Tribes 2 abgeschaltet. Für beide Spiele stehen stattdessen von der Community betriebene Masterserver zur Verfügung. Für Starsiege: Tribes gibt es Ready-To-Play-Versionen, die bereits die notwendigen Servereinträge beinhalten. Auch für Tribes 2 ist ein Community-Patch verfügbar, der das Auffinden von laufenden Spielservern ermöglicht.
Mitte Januar 2009 wurde bekannt, dass GarageGames die Rechte der Tribes-Serie von Activision/Vivendi Ende 2008 erwarb. GarageGames kündigte am 17. März 2009 an, Starsiege: Tribes in der Version 1.40 über die InstantAction-Technologie zu veröffentlichen, die es erlaubt, Spiele im Webbrowser zu spielen.
Im Jahr 2010 kaufte Hi-Rez Studios die Rechte am Tribes-Franchise und kündigte die Entwicklung des MMO Tribes Universe und des Online-Ego-Shooters Tribes: Ascend für Microsoft Windows und Xbox an. Die Entwicklung von Tribes Universe wurde zu Gunsten von Tribes: Ascend eingestellt.

## Spielelemente
Folgende Merkmale unterscheidet die Tribes-Serie von anderen Ego-Shootern:
- Kämpfe finden hauptsächlich unter freiem Himmel statt. Die Landschaft ist so geschaffen, dass sie viel zu groß ist, um sie in einem normalen Spiel zu Fuß zu durchqueren. Einige Karten bestehen aus einem satten Grün mit Flüssen, andere wiederum sind verschneit und von Schnee bedeckt.

- Alle Spieler haben ein Jetpack auf dem Rücken, das kurzes Fliegen erlaubt. Die Jetpacks beziehen ihre Energie aus der Rüstung der Spieler; die Rüstungsenergie lädt sich langsamer auf, als das Jetpack sie verbraucht, was den Spieler zu kurzen Pausen zwischen den Flügen zwingt. Geübte Spieler können einen Hügel hinunter laufen, um am nächsten Berg den so aufgebauten Schwung zu nutzen und unter Einsatz des Jetpacks weite Strecken zurückzulegen (skiing). Diese Technik erlaubt es sogar schwer ausgerüsteten Spielern, in kurzer Zeit weite Distanzen zu überbrücken. skiing war ursprünglich ein Bug, welcher aber zu einem bedeutenden Element im Spiel avancierte und letztendlich in alle zukünftigen Tribes-Titeln eingebaut wurde und in den Tutorials gelehrt wird.

- Die Tribes-Titel verlangen von ihren Spielern Teamwork und strategisches Denken. Eine Partie besteht aus maximal 32 Spielern, 16 auf jeder Seite. Anstatt den Gegner direkt anzugreifen, kann sich ein Spieler auch für die Verteidigung der Basis entscheiden, welche das Aufstellen von Verteidigungstürmen/Sensoren und das Reparieren der Basis umfasst. Entscheidet sich der Spieler für die Offensive, so kann er durch Unterbrechung der Stromzufuhr dem Gegner seiner Möglichkeit zu berauben, sich auszurüsten oder Fahrzeuge zu ordern. Einzelne Spieler können somit auf unterschiedliche Art und Weise dem eigenen Team zum Sieg verhelfen, auch ohne Gegner direkt zu bekämpfen.

- Verschiedene Land- und Luftfahrzeuge spielen eine wichtige Rolle im Tribes-Universum. Transporter fliegen schwer ausgerüstete Mitspieler in feindliches Gebiet. Mobile Ausrüstungsfahrzeuge ermöglichen es, dem Team eine oder mehrere kleine, vorgezogene Basen mit Sensoren und Abwehrtürmen zu errichten.

- Jedes Team besitzt je nach Karte eine oder mehrere Ausrüstungsstationen. An dieser kann der Spieler zwischen drei verschiedenen Ausrüstungen wählen: die leichte Ausrüstung ermöglicht es, sich schnell zu bewegen, die schwere Ausrüstung ist langsam, hält aber mehr Schaden aus und ermöglicht das Tragen von Nachschub und Gegenständen; die mittlere Ausrüstung ist ein Kompromiss dieser beiden. Ein Spieler kann sich zusätzlich durch die Wahl des Backpacks (engl. „Rucksack“) spezialisieren: Beispielsweise ermöglicht das Repair Pack das Reparieren von Gegenständen und Mitspielern; das Energy Pack lässt den Spieler länger das Jetpack benutzen und liefert die Energie für das Scharfschützengewehr; das Cloak Pack verleiht dem Spieler die Fähigkeit, sich unsichtbar zu machen.

- Tribes beinhaltet neben dem standardmäßigen Capture the Flag (engl. „erobere die Flagge“) noch zusätzliche Spielmodi. Bei Siege gibt es ein verteidigendes und angreifendes Team. Ziel ist ein Schalter, der in einem bestimmten Zeitlimit erreicht werden muss. Gelingt dies dem angreifenden Team, werden die Seiten getauscht und das vorher verteidigende Team muss die vorgegebene Zeit unterbieten. Im Modus Rabbit befindet sich eine Flagge auf der Karte. Wer sie zuerst aufnimmt, ist der Hase und wird von allen anderen Spielern gejagt. Beim virtuellen Tod verliert der Hase die Flagge und jemand anderes kann sie aufnehmen. Gewinner ist derjenige, der am Ende der Runde die längste Zeit die Flagge hatte.

- Eine umfangreiche Ansammlung von Tastenkombination erlaubt es den Spielern, sich gegenseitig kurze, vorgefertigte Mitteilungen zu schicken. Unterlegt werden diese mit einer Sprachausgabe, die gleichzeitig das Geschriebene wiedergibt. Der Spieler hat die Möglichkeit, zwischen verschiedenen Stimmen für seinen Charakter auszuwählen.

- Jeder Spieler kann eine Abstimmung einleiten, um zum Beispiel Spieler vom Server zu verbannen oder die Karte zu wechseln. Tribes beinhaltet diese Möglichkeit bereits seit Erscheinen des ersten Titels im Jahre 1998. Spiele wie Counter-Strike hatten erst Jahre später vom Umfang und Komfort vergleichbare Funktionen.

- Die Windows-Version des Spieles beinhaltet eine umfangreiche Programmiersprache, welche zu weitreichenden Veränderungen und der Erstellung von Mods benutzt werden kann.

## Rezeption
Metascore
Starsiege Tribes: nicht verfügbar
Tribes 2: 88
Tribes Aerial Assault: 73
Tribes: Vengeance: 83
Tribes: Ascend: 86